# Scopula discrepans
Scopula discrepans är en fjärilsart som beskrevs av Louis Beethoven Prout 1916. Scopula discrepans ingår i släktet Scopula och familjen mätare. Inga underarter finns listade.